# Auralità
Con il termine auralità si indica quella fase di tradizione letteraria orale in un contesto che già conosce lo scritto.
Molto spesso la trasmissione di testi importanti già trascritti continuò ad avvalersi della recitazione pubblica e non della lettura individuale.

Se per "orale" si intende infatti un testo che è stato prodotto e recitato senza l'aiuto della scrittura, "aurale" è un testo scritto ma preferibilmente affidato alla lettura pubblica.